# 가리 베르티니

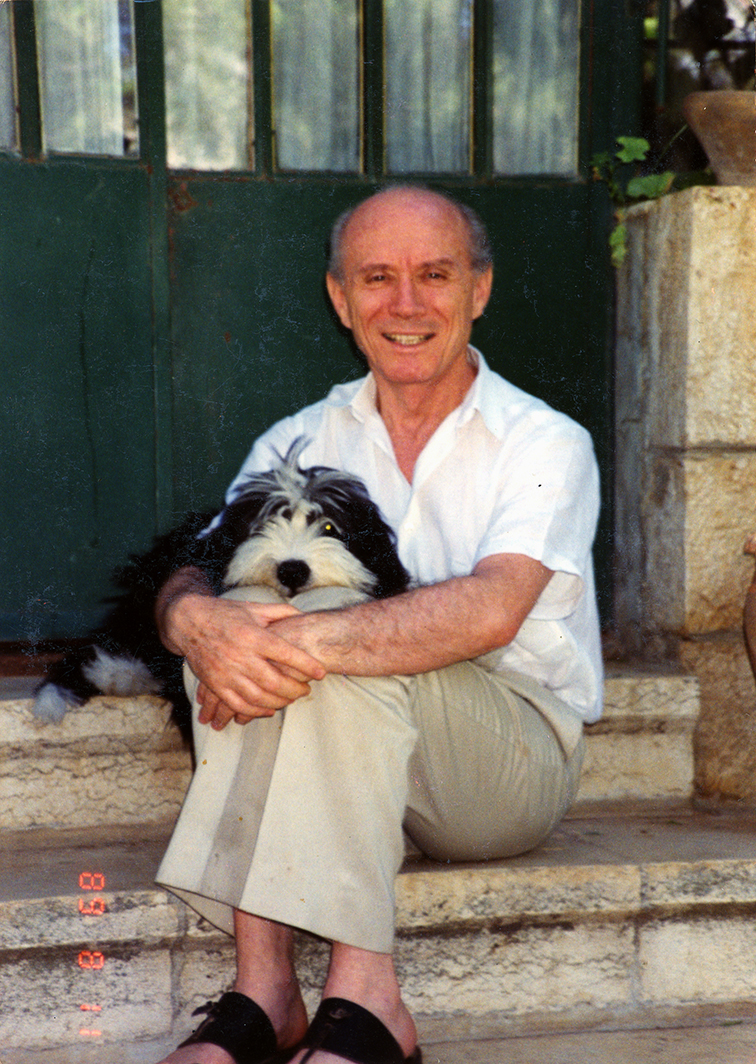

가리 베르티니 (גארי ברתיני, Gary Bertini, 1927년 5월 1일 - 2005년 3월 17일)는 이스라엘의 지휘자이자 작곡가이다.

## 생애
본명은 슐로이메 골레르간트(Shloyme Golergant)이다. 러시아어, 이디시어, 히브리어 번역가인 아버지와 의사이자 생물학자인 어머니 사이에서 당시 루마니아에 속해 있던 브리체바(Bricheva)에서 태어났다. 어린 시절 팔레스타인에 이주하여 텔 아비브에서 바이올린을 배우기 시작해 그 후 유럽으로 건너가 밀라노의 베르디 음악원, 파리 음악원, 에콜 노르말 음악원, 소르본 대학에서 나디아 불랑제와 올리비에 메시앙, 아르튀르 오네게르 등에게 사사, 작곡 및 지휘를 배웠다.
이스라엘에 귀국한 후 1958년 이스라엘 필하모닉 오케스트라에서 프로 지휘자로서 데뷔했다. 1970년대에는 영국을 주요 거점으로 연주 활동을 펼쳐 1981년 디트로이트 심포니 오케스트라의 음악 고문, 1983년에는 쾰른 방송 교향악단의 수석 지휘자로 취임했다. 쾰른 방송 교향악단 지휘자로 취임하면서 "10년 이내에 베를린 필을 따라잡고 추월한다"고 선언했다고 한다. 이것을 들은 단원들의 반응은 분발하는 사람도 있고 쓴웃음 짓는 사람도 있는 등 다양했다고 하지만 베르티니의 지도 하에 쾰른 방송 교향악단의 수준은 올라간 것이 확실하다. 베르티니와 쾰른 방송 교향악단의 말러 교향곡 전집 녹음(EMI Classics 40238)은 높은 평가를 받고 있다.
쾰른과 병행하여 1987년에는 프랑크푸르트 오페라 총감독에 취임했지만, 극장 당국과의 의견 차이에서 불과 3년 만에 물러났다. 1991년에 쾰른의 상임에서도 물러난 베르티니는 1994년부터 다음 해에 걸쳐 이스라엘 오페라 감독을 단기간 맡았다. 1995년부터는 파리 오페라 극장의 지휘자로서 활약하고 1998년에 1981년의 첫 객원부터 관계가 깊어져 있었던 도쿄도 교향악단의 음악 감독으로 취임, 2000년부터는 두 번째 말러 사이클 녹음에 착수했다. 2005년 4월에는 도쿄도 교향악단 상임 지휘자에서 물러나 계관 지휘자로 취임이 예정되어 있었지만, 그 직전 텔 아비브에서 77세의 나이로 사망했다.

## 수상 경력
- 1978년 이스라엘 상[4]
- 1995년 이탈리아 음악 비평가 조합이 수여하는 페르미오 아비아티 상.

## 외부 자료
- Short biography in Hebrew
- Obituary of Gary Bertini in The Independent (London)
- Memorial essay on Gary Bertini by Michal Smoira-Cohn for the Israel Music Institute